# Palaeoloxodon mnaidriensis
Elephas mnaidriensis o Palaeoloxodon mnaidriensis es una especie extinta de mamífero proboscídeo de la familia Elephantidae que vivió en Sicilia, cercanamente emparentada con el elefante asiático moderno. Este elefante es una especie separada del elefante de colmillos rectos del continente europeo (Elephas antiquus o Palaeoloxodon antiquus) y no solo una forma insular enana del mismo. Elephas mnaidriensis tenía una reducción de tamaño del 90% comparado con sus formas ancestrales y teniendo una altura a los hombres estimada en 1.8 metros y un peso corporal promedio de 1.100 kilogramos.

## Referencias

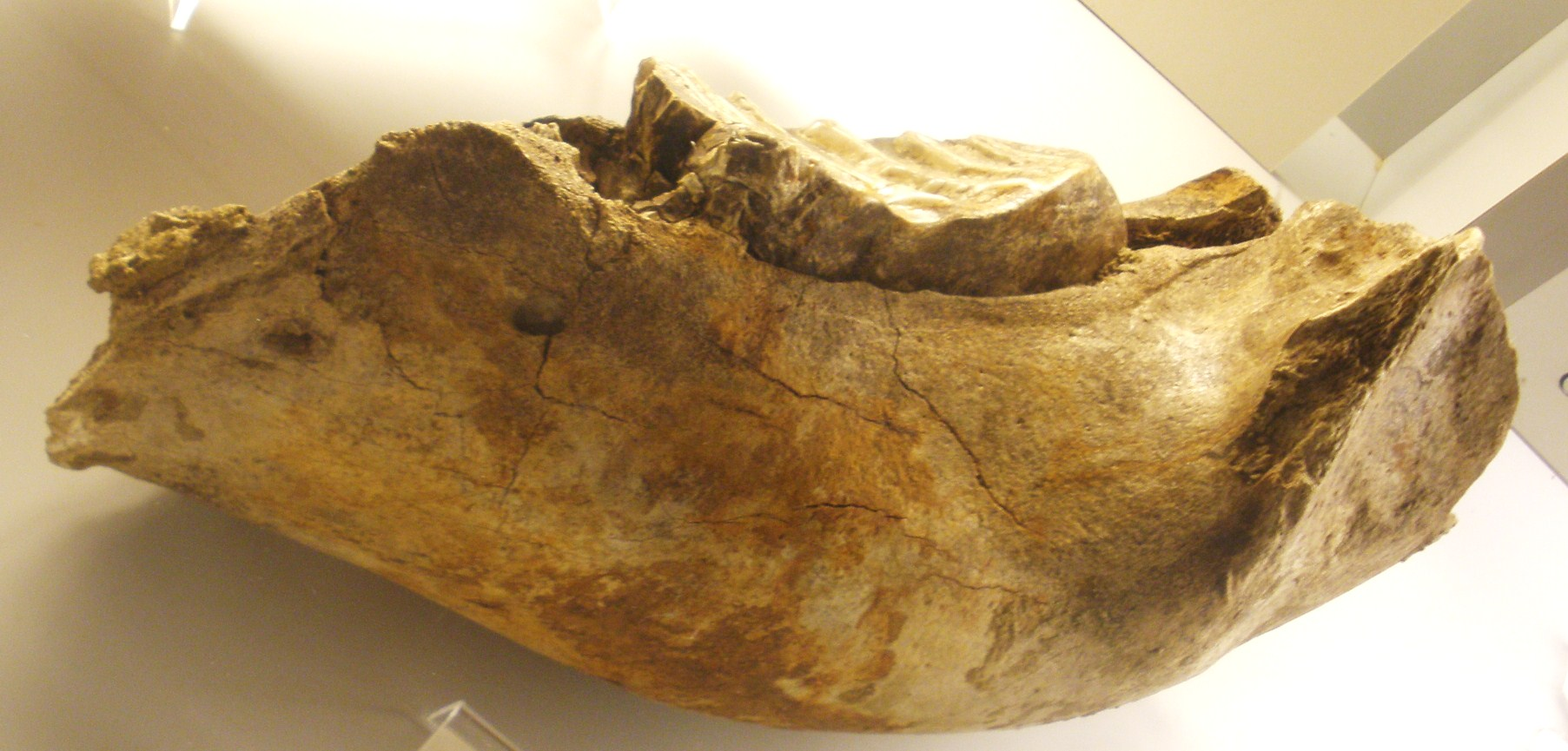
Mandíbula